# Gustavo Yacamán

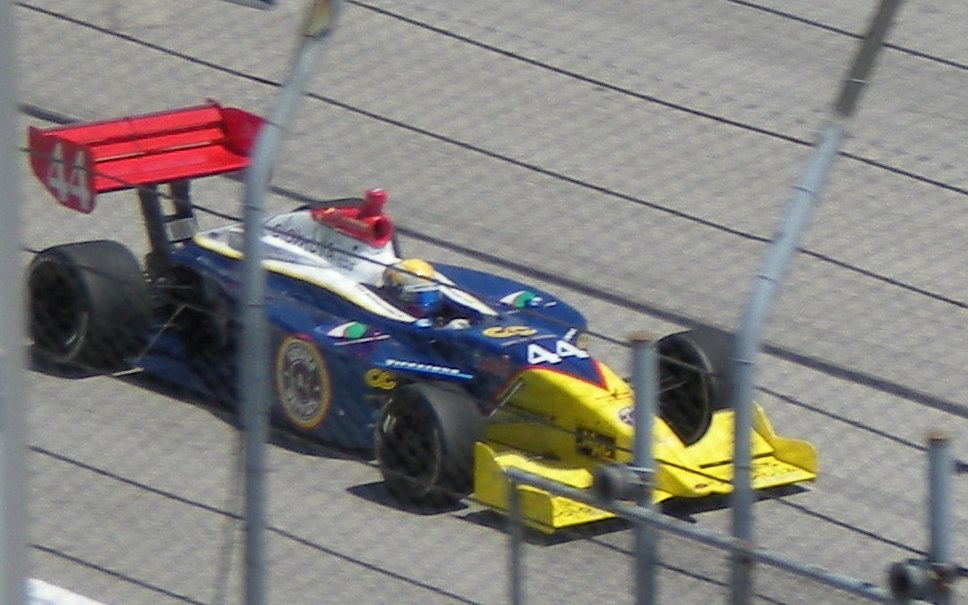
Gustavo Yacamán corriendo famosa Milwaukee Mile en 2009.

Gustavo Yacamán Aristizabal (Santiago de Cali, Valle del Cauca, Colombia; 25 de febrero de 1991) es un piloto de automovilismo colombiano de ascendencia libanesa.

## Carrera deportiva
Con sólo 8 años, se proclamó campeón nacional infantil de karts, logrando récords de pista en Tocancipá y Cajicá (Cundinamarca - Colombia).
Después de ganar el American Stars of Karting en 2005, se trasladó a España para competir la Fórmula 3 española para la temporada 2006, un salto importante para un piloto joven. Terminó 16º en el campeonato. También compitió en el Master Junior Formula europeo, finalizando 4º. Al año siguiente, Yacamán logró su primera victoria y terminó octavo en el campeonato español de F3. En 2008, obtuvo otra victoria y terminó noveno en la F3 española.
En 2009, regresó a los Estados Unidos para competir en la Firestone Indy Lights con Sam Schmidt Motorsports. Terminó 12º al final de la temporada, con un cuarto puesto como mejor referencia en la Milla de Milwaukee. En la temporada 2010 hizo equipo con el nuevo equipo el Cape Motorsports y el Wayne Taylor Racing. Yacamán mejoró posicionándose en la general en el puesto 10º en puntos, y logró su primer podio obteniendo el 3º lugar en Toronto. Regresó en 2011 a la categoría por tercera temporada, esta vez con el equipo Team Moore Racing. Logró su primera victoria en la temporada en Baltimore. y terminó cuarto en la general del año. En 2012, Yacamán alcanzó su primera pole position en la Indy Lights de 2012 en la Firestone Freedom 100. Finalizó la temporada 2012 en el tercer lugar de la general, ganando dos carreras (en Detroit y Toronto), y obtuvo otros 3 podios. Eso le permitió estar en la lista de candidatos para correr con Ganassi en las IndyCar Series, algo que no pudo concretarse por falta de presupuesto. También en ese año logró terminó tercero en las 24 Horas de Daytona (la cual era su primera vez en esa carrera) conduciendo un prototipo Riley del equipo de Mike Shank y Curb-Agajanian.
En 2013, Yacamán se pasó de las carreras de monoplazas a las carreras de prototipos, conduciendo un Riley para Mike Shank en la Rolex Sports Car Series. Logró como mejor resultado un segundo puesto en Lime Rock, para terminar undécimo en el campeonato.
Al año sigiuiente, OAK Racing contrató a Yacamán para la temporada 2014 de la United SportsCar Championship; primero con un Morgan-Nissan y luego con un Ligier-Honda, logró el triunfo en Mosport Park, y tres podios más, de forma que concluyó octavo en el campeonato de pilotos de clase Prototipos.
En 2015, Yacamán corre en el Campeonato Mundial de Resistencia con un Ligier-Nissan del equipo G-Drive, acompañado de Ricardo González y Pipo Derani.

## Resultados

### Campeonato Mundial de Resistencia de la FIA
(Clave) (negrita indica pole position) (cursiva indica vuelta rápida)

| Año  | Escudería      | Clase | Automóvil           | 1   | 2   | 3   | 4   | 5   | 6   | 7   | 8   | Pos. | Puntos | Ref.  |
| ---- | -------------- | ----- | ------------------- | --- | --- | --- | --- | --- | --- | --- | --- | ---- | ------ | ----- |
| 2015 | G-Drive Racing | LMP2  | Ligier JS P2-Nissan | SIL | SPA | LMS | NÜR | COA | FUJ | SHA | BHR | 3.º  | 134    | [ 7 ] |
| 2015 | G-Drive Racing | LMP2  | Ligier JS P2-Nissan | 2   | 1   | 3   | 3   | 3   | 3   | Ret | 3   | 3.º  | 134    | [ 7 ] |